# Reticulolaelaps
Reticulolaelaps es un género de ácaros perteneciente a la familia  Laelapidae.

## Especies
- Reticulolaelaps faini Costa, 1968
- Reticulolaelaps lativentris Karg, 1978